# Джон Великобританский
Джо́н Великобрита́нский (англ. Prince John of the United Kingdom, при рождении Джо́н Ча́рльз Фрэ́нсис (англ. John Charles Francis); 12 июля 1905, Коттедж Йорк, Сандрингемский дворец, Норфолк, Великобритания — 18 января 1919, Вуд Ферм, Сандрингемский дворец, Норфолк, Великобритания) — член британской королевской семьи, младший сын короля Георга V и королевы Марии, брат королей Эдуарда VIII и Георга VI. Был болен эпилепсией, что и послужило причиной его кончины в 13-летнем возрасте.

## Биография

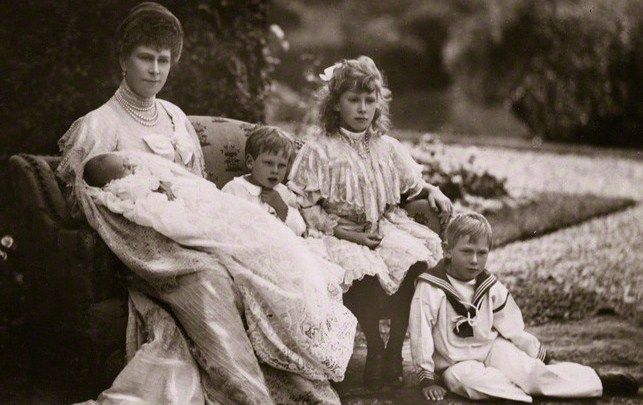
Мария Текская, тогда носившая титул принцессы Уэльской вместе с четырьмя младшими детьми в 1905 году.

### Рождение
Принц Джон родился в 3:05 утра 12 июля 1905 года в коттедже Йорк на территории Сандрингемского дворца. Новорожденный стал самым младшим ребёнком в семье Георга, принца Уэльского его супруги Марии, урожденной принцессы Текской. По отцу принц Джон был внуком правящего короля Великобритании и Ирландии, императора Индии Эдуарда VII и Александры Датской, со стороны матери — Франца, герцога Текского и Марии Аделаиды Кембриджской. Имя Джон было непривычным для королевской семьи и никто до него не носил его. В кругу родных его называли Джонни. Как внук царствующего монарха Великобритании, от рождения принц получил титул «Его Королевское Высочество принц Джон Уэльский».
Крещён 3 августа в церкви Святой Марии Магдалины в Сандрингеме преподобным Джоном Нилом Далтоном. При крещении получил имена Джон Чарльз Фрэнсис. Крестными отцами принца стали король Португалии Карлуш I, герцог Спартанский Константин (будущий король Греции), принц Джон Шлезвиг-Гольштейнский, принц Карл Датский (будущий король Норвегии) и Александр Дафф, 1-й герцог Файф. Все они лично на церемонии не присутствовали — их представлял отец Джона принц Уэльский. Крёстными матерями принца стали герцогиня Спартанская София и принцесса Алиса, графиня Атлонская, которых на церемонии представляла тетя Джона, принцесса Виктория.

### Детство и болезнь
Большую часть своего детства принц провел в Сандрингеме вместе с братьями и сестрой Марией под присмотром няни Шарлотты Билл, более известной в семье как Лалла. Детей приучали к дисциплине и порядку. Принц и принцесса Уэльские были близки к детям, постоянно навещая их. Мария Текская призывала детей доверять ей. В 1909 году двоюродная бабушка Джона, вдовствующая императрица Мария Фёдоровна писала сыну Николаю II из Великобритании, где она находилась в гостях у своей сестры королевы Александры: «Дети Георга просто очаровательные…маленькие Георг и Джонни оба милые и забавные…». Алиса, графиня Атлонская описывала Джона как «очень причудливого ребёнка, в один из  вечеров, когда вернулся отец, он поцеловал руку Мэй и неожиданно они услышали как Джон тихо говорит сам с собой». Георг однажды сказал президенту США Теодору Рузвельту, что «его дети были послушными, кроме Джона».
После того, как принцу исполнилось четыре года, он стал часто болеть. У него случился первый припадок эпилепсии, ребёнок не мог изучать предметы, которым учили его братьев. Возможно это было связано с аутизмом. В 1910 году король Эдуард VII умер, на престол взошёл отец Джона Георг. Титул Джона после восшествия отца: «Его Королевское Высочество принц Джон Великобританский и Ирландский». Ему не разрешили посетить коронацию родителей 22 июня 1911 года, так как родители считали это слишком опасным для его здоровья. Газеты писали, что королевская семья хотела отгородить себя от скандалов, связанных с принцем Джоном, если бы тот появился на публике. Хотя Джон и не участвовал в жизни семьи, отец проявлял к нему чувства любви и доброты.

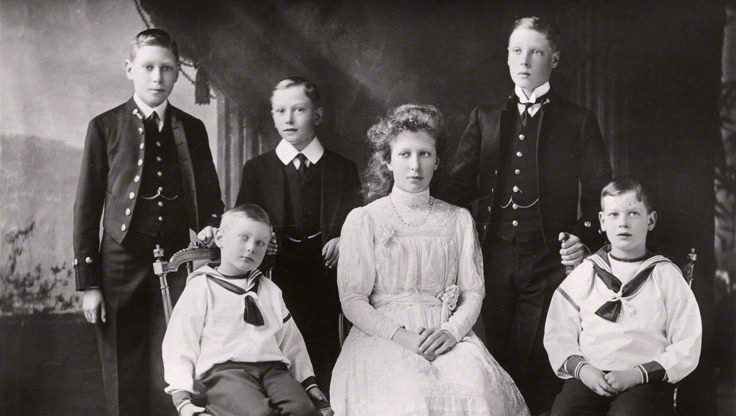
Дети короля Георга и королевы Марии, слева направо: Альберт, Джон, Генри, Мария, Эдвард, Георг.

Во время жизни в Сандрингеме Джон вел себя как ребёнок с явными признаками аутизма. «Он просто не понимает что ему нужно» — писал один из слуг. Родня принца надеялась, что недуг Джона пройдет и он достигнет взрослого возраста, как это было с младшим сыном королевы Виктории, Леопольдом, который также страдал эпилептическими приступами, но дожил до 30 лет. Вопреки мнению, что его держали подальше от общественности и семьи, принц Джон часто посещал родственников, бывал в обществе. Только после одиннадцатого дня рождения круг его общения стал ограниченным.
В 1912 году Джон вместе с братом Георгом, будущим герцогом Кентским, начали готовиться к поступлению в школу Святого Петра в городе Бростейрсе. Следующим летом газета The Times сообщала, что Джон не будет начинать обучение и родители ещё не решили будут ли вообще отпускать ребёнка в школу. После начала Первой мировой войны принц редко видел родителей, выполняющих огромное количество обязанностей. Не виделся он и с братьями и сестрой, которые либо служили в армии, либо находились в школе-интернате. Джон исчез с общественных газет, никаких официальных заявлений о принце не делалось после 1913 года.

### Вуд Фэрм

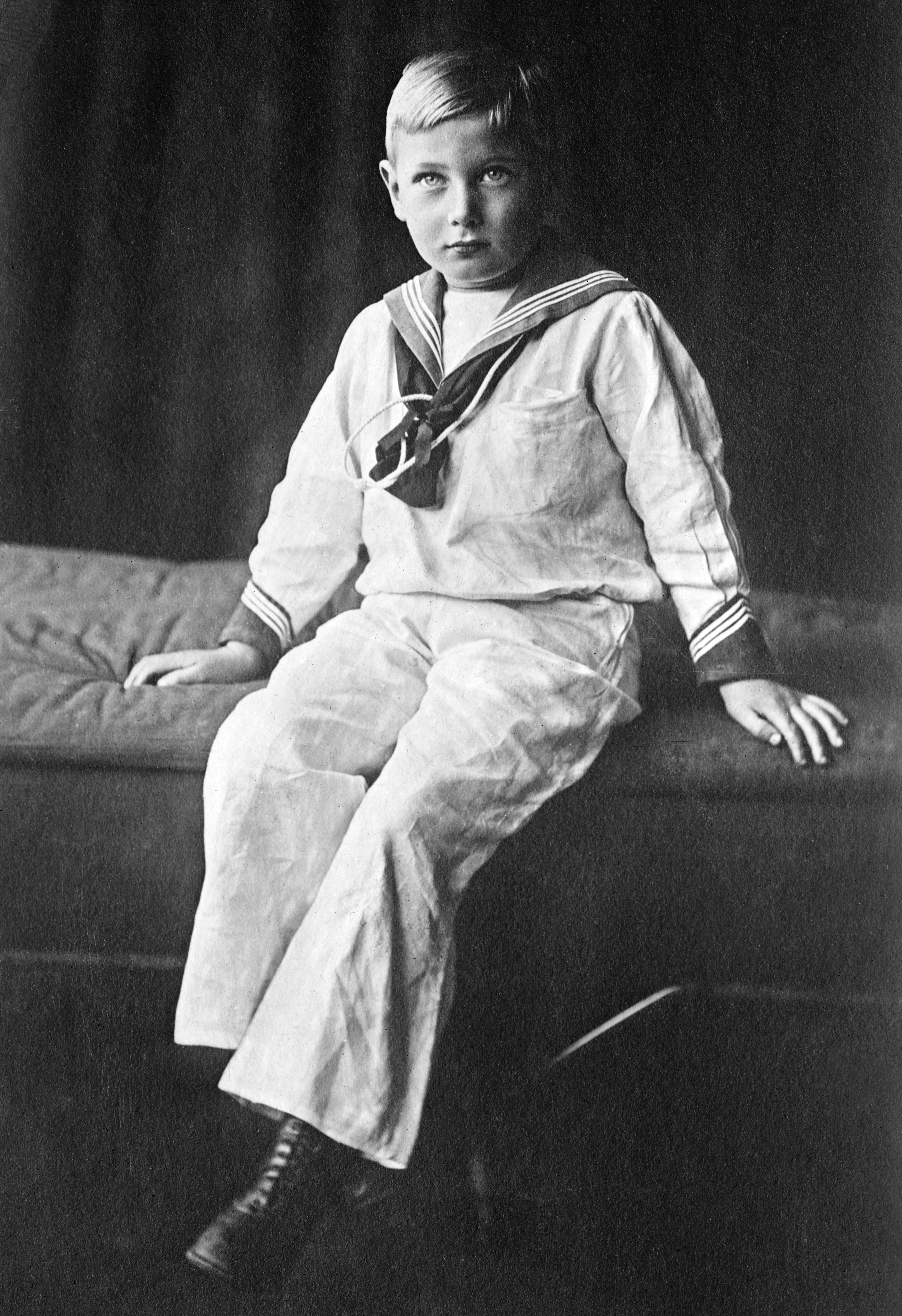
Принц на фотографии Байн, Джордж, 1913.

Начиная с 1916 года приступы эпилепсии случались всё чаще и стали более длительными. По настоянию родителей его отправили в Вуд Ферм, небольшой коттедж на территории Сандрингемского дворца. Вместе с ним постоянно находилась его няня Лалла, которая с детства была очень близка мальчику. Несмотря на то, что Джон проявлял интерес к внешнему миру, умел выражать свои мысли и говорить на разные темы, из-за отсутствия прогресса в обучении его наставник в обучении был уволен, поставив точку на дальнейшем обучении мальчика.
В Вуд Фэрм Джон стал «ребёнком, жившим в своей маленькой семье на отдалённой ферме в Сандрингеме… Гости замка Балморал, бывавшие в поместье во время войны, запомнили мальчика высоким и мускулистым, но он всегда был отдалён от нас, мы видели его изредка в лесу в окружении нескольких слуг» — вспоминал один гость. Бабушка принца, королева Александра разбила сад в Сандрингеме специально для своего больного внука, и это стало «одним из величайших удовольствий Джона за всю жизнь».
После лета 1916 года принца редко можно было встреть за пределами Сандрингема, его жизнью всецело занималась преданная няня Лалла. Королева Александра писала: «Джон очень гордился своим домом, но часто тосковал по родным». Королева Мария приказала найти для Джона друзей из местных детей. Одной из них была Уинифред Томас, молодая девушка из Галифакса, отправленная жить вместе со своими дядей и тётей (её дядя отвечал за королевские конюшни Сандрингема). Девушка болела астмой, и родители надеялись, что местный климат поможет ей вылечиться. Джон знал Уинифред за несколько лет до начала войны. Они стали близкими друзьями, часто совершали пешие прогулки, вместе работали в саду королевы Александры. Джон также играл со своими старшими братьями и сестрой, когда те приезжали в гости. Один раз, когда два старших брата приехали к мальчику, принц Эдуард «взял младшего брата с собой на прогулку, усадив в какую-то тележку, и оба они исчезли из виду».

### Смерть
Няня Лалла позже писала: «Мы не позволяли Джону быть со своими братьями и сестрой, потому что его приступы становились всё чаще и всё сильнее». Биограф Дэнис Джадд считал, что «Джон из-за своего уединённого и замкнутого образа жизни стал таким ненормальным ребёнком, он был маленьким мальчиком, от которого исходило только желание больше проводить времени с детьми. Принц любил свою семью, был для них своего рода талисманом». Джон провёл Рождество 1918 года в кругу семьи в Сандрингеме, но на следующий день он снова был отправлен в Вуд-Ферм.
18 января 1919 года после тяжёлого приступа Джон умер во сне на Вуд-Ферм в 17:30 вечера. В своём дневнике королева Мария писала: «Это стало для меня большим шоком. Но для беспокойной души маленького мальчика смерть стала большим облегчением. Георг и я поехали в Вуд-Ферм. У Лаллы было разбито сердце. Маленький Джонни мирно лежал». Королева позже писала своей близкой подруге Эмили Алкок: «Для Джона смерть стала большим облегчением, его болезнь становилась всё сложнее переносить по мере взросления, он был избавлен от многих страданий. Я не могу выразить, как мы благодарны Богу за то, что он забрал его столь мирным путём, пока он спокойно спал, он забрал его в свой небесный дом, без боли и борьбы, в более справедливый мир для бедного маленького ребёнка, за которого мы все так переживали, начиная с 4-летнего возраста». Её Величество добавила: «первые дни в кругу семьи были тяжёлыми для нас, но люди были так добры к нам, и это помогло нам справиться с горем». Король описал смерть сына как «максимально возможную милость».

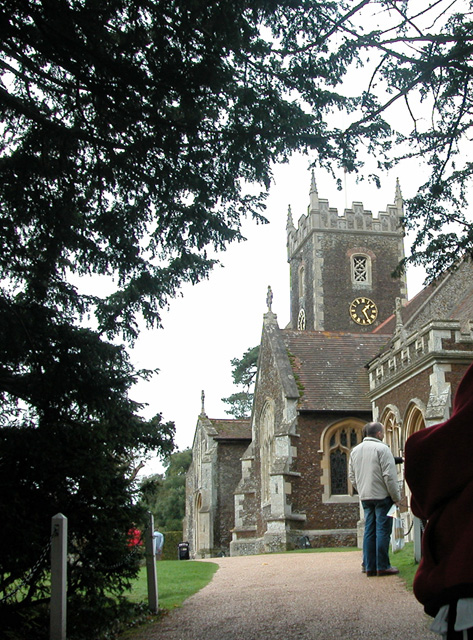
Церковь Святой Марии Магдалины в Сандрингеме

20 января газета The Daily Mirror написала: «Когда принц скончался, на его лице застыла ангельская улыбка». Также в газете впервые публично было объявлено, что Джон страдал эпилепсией. Похороны состоялись на следующий день в церкви Святой Марии Магдалины в Сандрингеме под руководством священника Джона Нила Далтона. Королева Мария писала: «Далтон и доктор Браунхилл [доктор Джона] провели службу, которая была слишком грустна и трогательна. Многие из нашего окружения и простые жители присутствовали на церемонии. Мы поблагодарили всех, кто был верен и помогал Джонни». Среди присутствующих на похоронах было много служащих Сандрингемского дворца, один из которых позже писал: «Каждый из нас стоял у ворот, а гроб принца был весь покрыт цветами». Королева Александра писала своей невестке, королеве Марии: «Теперь оба наши Джонни лежат бок о бок». Вдовствующая королева имела в виду своего младшего сына, принца Александра Джона, который умер в 1871 году, через день после рождения, и был похоронен в той же церкви.

## В кинематографе
Жизни принца посвящён двухсерийный телефильм «Потерянный принц», а также документальный проект британского телеканала Channel 4 — «Prince John: the Windsors’ Tragic Secret» (досл. Принц Джон — трагический секрет Виндзоров). Также принц Джон упоминается в фильме «Король говорит!» как одно из травмирующих воспоминаний Георга VI.

## Видеозаписи
- Prince John: the Windsors’ Tragic Secret — «Принц Джон: Трагический секрет Виндзоров». (англ.)